# Keyvan Dehnad
Keyvan Dehnad (persan کیوان دهناد; * 1961 à Téhéran) est un arbitre de judo international iranien et un athlète de judo et de jujitsu. Il est honoré d'être le premier arbitre international iranien à être autorisé par la Fédération internationale de judo. et il a été arbitre lors de la Coupe du monde du CISM 1992 à Séoul. Dehnad a eu l’honneur exceptionnel de recevoir le jujitsu10ème Dan,,.

## Biographie
Il a commencé à apprendre le judo à l'âge de huit ans et a obtenu une ceinture noire de judo à l'âge de 16 ans. Depuis l'adolescence, il a participé aux compétitions et aux activités de l'équipe nationale iranienne de judo. Dehnad a 8e Dan Judo. Il est également l'auteur et la traduction de plusieurs livres sur le judo. L'un de ses livres s'intitule «Judo: un sport et un mode de vie», et il a été président du comité de recherche de la Fédération de judo. Ses œuvres sont archivées et enregistrées au Kodokan Judo Institute,,,.